# خوسيه دي لا غيرا إي نورييغا
خوسيه دي لا غيرا إي نورييغا (بالإسبانية: José de la Guerra y Noriega)‏ هو عسكري إسباني، ولد في 6 مارس 1779 في Novales ‏ في إسبانيا، وتوفي في 18 فبراير 1858 في سانتا باربارا في الولايات المتحدة.